# Ottawa (Ohio)
Ottawa település az Amerikai Egyesült Államok Ohio államában, Putnam megyében, melynek megyeszékhelye is. Lakosainak száma 4456 fő (2020. április 1.).

## Népesség
A település népességének változása:

| 2010 | 4 460 |
| 2020 | 4 456 |